# Wolfgang Schmidt (Mediziner)
Wolfgang Schmidt (* 14. Juni 1924 in Hannover; † 1999) war ein deutscher Arzt und ärztlicher Standespolitiker.

## Leben und Wirken
Wolfgang Schmidt verbrachte Kindheit und Jugend in Hannover und besuchte die dortige Leibniz-Schule. Nach dem Abitur wurde er 1941 zum Wehrdienst einberufen und begann 1942 an der ärztlichen Akademie der Luftwaffe in Berlin-Waidmannslust das Medizinstudium – unterbrochen durch Fronteinsätze –, das er bis 1948 an den Universitäten in Würzburg und Göttingen fortsetzte. Im Juli 1948 legte er in Göttingen das ärztliche Staatsexamen. 1950 wurde er an der Medizinischen Fakultät der Humboldt-Universität zu Berlin zum Doktor der Medizin promoviert, bis 1954 ließ er sich in der Städtischen Klinik für Lungenkranke Havelhöhe in Berlin-Spandau und in der Tuberkulose-Fürsorgestelle Berlin-Wedding zum Arzt für Lungenkrankheiten weiterbilden. Danach war er bis zu seinem Ruhestand im Jahr 1989 Leitender Arzt der Tuberkulose-Fürsorgestelle Berlin-Wedding.
Wolfgang Schmidt gehörte 1950 zu den Mitbegründern des Bundes der Berliner Assistenzärzte (BBA), des späteren Landesverbandes Berlin des Marburger Bundes, und war dessen Vorstandsmitglied. Von 1960 bis 1971 war er 1. Vorsitzender des Marburger Bundes, Landesverband Berlin.
Von 1963 bis 1975 war Wolfgang Schmidt Mitglied des Vorstandes der Bundesärztekammer, von 1971 bis 1975 Präsident der Ärztekammer Berlin und von 1976 bis 1991 Präsident des Deutschen Roten Kreuzes, Landesverband Berlin.
Ab 1972 war er im Kuratorium bzw. Vorstand der Kaiserin-Friedrich-Stiftung für das ärztliche Fortbildungswesen tätig.

## Auszeichnungen
- Ehrenzeichen des Deutschen Roten Kreuzes 1972
- Bundesverdienstkreuz 1. Klasse 1974
- Ernst-von-Bergmann-Plakette 1975
- Goldene Médaille de la Ville de Paris 1982
- Großes Bundesverdienstkreuz 1983
- Paracelsus-Medaille der Deutschen Ärzteschaft 1999